# Lista siturilor arheologice din județul Cluj - J
Lista siturilor arheologice din județul Cluj - J conține toate siturile arheologice din județul Cluj înscrise în Repertoriul Arheologic Național (RAN) și aflate în localități al căror nume începe cu litera J. RAN este administrat de Ministerul Culturii și Patrimoniului Național și cuprinde date științifice, cartografice, topografice, imagini și planuri, precum și orice alte informații privitoare la zonele cu potențial arheologic, studiate sau nu, încă existente sau dispărute.
Puteți căuta un sit din localitățile care încep cu litera J folosind formularul de mai jos sau puteți naviga prin toate siturile din județ la Lista siturilor arheologice din județul Cluj.
| Cod RAN                                  | Denumire | Localitate                      | Adresă                     | Datare              | Descoperit | Coordonate                                    | Imagine           | Erori            |
| ---------------------------------------- | --- | ------------------------------- | -------------------------- | ------------------- | ---------- | --------------------------------------------- | ----------------- | ---------------- |
| 58268.01 (Cod LMI: CJ-I-s-B-07086)       | Așezarea romană de la Jucu de Sus - "Budulău" (Categorie: locuire civilă) (Tip: așezare)                                          | sat Jucu de Sus, comuna Jucu    | Budulău                    |                     |            | 46°50′01″N 23°46′58″E / 46.83351°N 23.78274°E | Încărcați imagine | Raportați eroare |
| 58268.01.01 (Cod LMI: CJ-I-s-B-07086)    | Așezarea romană de la Jucu de Sus - "Budulău" / ansamblu anonim (Categorie: locuire civilă) (Tip: Așezare)                        | sat Jucu de Sus, comuna Jucu    | Budulău                    |                     |            | 46°50′01″N 23°46′58″E / 46.83351°N 23.78274°E | Încărcați imagine | Raportați eroare |
| 58268.02.01                              | Situl arheologic preistoric de la Jucu de Sus - "Staniște" / ansamblu anonim (Categorie: locuire) (Tip: Așezare)                  | sat Jucu de Sus, comuna Jucu    | Staniște                   |                     |            | 46°52′19″N 23°47′59″E / 46.87208°N 23.79965°E | Încărcați imagine | Raportați eroare |
| 58268.02.02 (Cod LMI: CJ-I-m-A-07087.01) | Situl arheologic preistoric de la Jucu de Sus - "Staniște" / ansamblu anonim (Categorie: locuire) (Tip: Grup de tumuli)           | sat Jucu de Sus, comuna Jucu    | Staniște                   | Coțofeni            |            | 46°52′19″N 23°47′59″E / 46.87208°N 23.79965°E | Încărcați imagine | Raportați eroare |
| 58295.01.01                              | Așezarea neolitică de la Jucu de Mijloc - Cantonul nr.2 al Someșului / ansamblu anonim (Categorie: locuire civilă) (Tip: Locuire) | sat Jucu de Mijloc, comuna Jucu | Cantonul nr.2 al Someșului | Iclod               |            | 46°51′29″N 23°45′49″E / 46.85794°N 23.76356°E | Încărcați imagine | Raportați eroare |
| 58268.03.01                              | Mormântul eneolitic de la Jucu de Sus - "Gară" / ansamblu anonim (Categorie: descoperire funerară) (Tip: Mormânt de inhumație)    | sat Jucu de Sus, comuna Jucu    | Gară                       |                     | 1925       |                                               | Încărcați imagine | Raportați eroare |
| 58268.04                                 | Villa rustica de la Jucu de Sus - "Parcul Tetarom III" / ansamblu anonim (Categorie: construcție) (Tip: Villa rustica)            | sat Jucu de Sus, comuna Jucu    | Parcul Tetarom III         |                     |            | 46°52′52″N 23°47′02″E / 46.88111°N 23.78389°E | Încărcați imagine | Raportați eroare |
| 58268.05.01                              | Așezarea medieval timpurie de la Jucu de Sus - "Parcul Tetarom III" / ansamblu anonim (Categorie: locuire) (Tip: așezare)         | sat Jucu de Sus, comuna Jucu    | Parcul Tetarom III         | sec. VII-VIII d.Hr. |            |                                               | Încărcați imagine | Raportați eroare |
| 58268.06.01                              | Moara medievală de la Jucu de Sus - "Parcul Tetarom III" / ansamblu anonim (Categorie: construcție) (Tip: Moară)                  | sat Jucu de Sus, comuna Jucu    | Parcul Tetarom III         | sec. XIII-XVI       |            | 46°52′23″N 23°47′45″E / 46.87305°N 23.79583°E | Încărcați imagine | Raportați eroare |